# Прогресс (Донецкая область)
Прогресс (укр. Прогрес) — село в Покровском районе Донецкой области Украины.

## География
Через населённый пункт протекает река Волчья. А также у села проходят трасса О-05-44 и железная дорога.

## История
20 июля 2024 года в ходе вторжения России на Украину село было захвачено.

## Население
Население по данным всеукраинской переписи 2001 года составляло 390 человек.